# Mikołaj Rzeszowski
Mikołaj Rzeszowski herbu Doliwa – żył w XVI wieku, właściciel Rzeszowa i Błażowej. W 1571 r. Mikołaj Rzeszowski nadał nowe i potwierdził dotychczasowe przywileje dla Rzeszowa.